# اگنونه باگنی
اگنونه باگنی (به ایتالیایی: Agnone Bagni) یک منطقهٔ مسکونی در ایتالیا است که در آگوستا، سیسیلی واقع شده‌است. اگنونه باگنی ۱۲۰ نفر جمعیت دارد و ۳۴ متر بالاتر از سطح دریا واقع شده‌است.